# Lānghnaj
Lānghnaj är en ort i Indien.   Den ligger i distriktet Mahesāna och delstaten Gujarat, i den västra delen av landet, 800 km sydväst om huvudstaden New Delhi. Lānghnaj ligger 94 meter över havet och antalet invånare är 9 363.
Terrängen runt Lānghnaj är mycket platt. Runt Lānghnaj är det tätbefolkat, med 591 invånare per kvadratkilometer. Närmaste större samhälle är Mānsa, 16,5 km öster om Lānghnaj. Trakten runt Lānghnaj består till största delen av jordbruksmark.